# ایل دیوو (فیلم)
ایل دیوو (انگلیسی: Il Divo) فیلمی در ژانر درام به کارگردانی پائولو سورنتینو است که در سال ۲۰۰۸ منتشر شد. از بازیگران آن می‌توان به تونی سرویلو، جولیو بوزتی، فلاویو بوچی و فنی اردان اشاره کرد.
این فیلم توانست جایزه هیئت داوران جشنواره فیلم کن را از آنِ خود کند.